# La Perla del Once

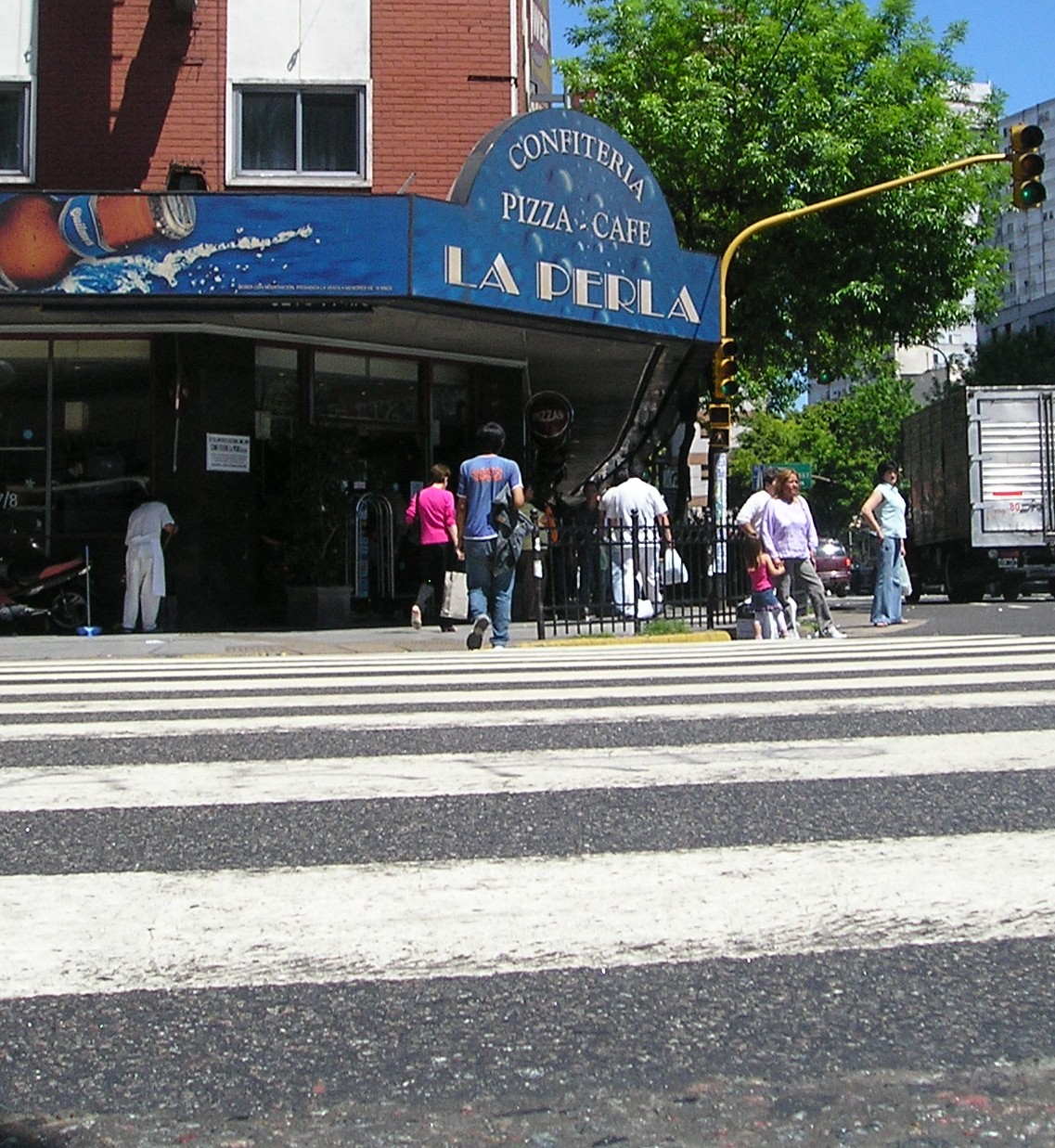
«No banheio de La Perla del Once compuseste La Balsa». Bar de tresnoite onde terminavam «naufragando» os primeiros músicos do rock argentino. Uma placa colocada na porta diz: «Lugar freqüentado por jovens músicos na década de 60 que gestaram as primeiras composições do rock nacional».

La Perla del Once é a forma na que se conhece popularmente ao café La Perla, localizado no bairro de Balvanera da Cidade de Buenos Aires. Durante a década de 1960, sob a direção do empresário Argentino Rodríguez Barredo, foi um dos centros de reunião mais importantes dos jovens que desenvolveram o rock argentino. Segundo alguns, no banheiro do lugar Tanguito compôs "La balsa", um dos temas emblemáticos do gênero. Também o compositor argentino León Gieco nomeia o lugar em sua canção Los Salieris De Charly. Foi declarado Sítio de Interesse Cultural da cidade em 1994.

## Bar notável
Este bar pertence ao seleto grupo de "Bares Notáveis" da Cidade de Buenos Aires, este grupo tem como principal característica o ser os bares mais representativos da cidade e estar oficialmente apoiados por programas oficiais do Governo da Cidade de Buenos Aires.